# سابوك بيكي
سابوك بيكي (مواليد 9 أبريل 1974) هو ملاكم ماليزي، مثّل بلاده في الألعاب الأولمبية الصيفية 1996.

## روابط خارجية
سابوك بيكي على موقع أوليمبيديا (الإنجليزية)
- سابوك بيكي على موقع اتحاد ألعاب الكومنولث (مؤرشف) (الإنجليزية)